# Rorippa teres
Rorippa teres är en korsblommig växtart som först beskrevs av André Michaux, och fick sitt nu gällande namn av Ronald Lewis Stuckey. Rorippa teres ingår i släktet fränen, och familjen korsblommiga växter. Inga underarter finns listade i Catalogue of Life.